# Spojené státy americké na Zimních olympijských hrách 1928
Spojené státy americké na Zimních olympijských hrách 1928 reprezentovalo 24 sportovců (21 mužů a 3 ženy) v 7 sportech.

## Medailisté
| Medaile | Jméno                                                              | Sport          | Disciplína       |
| ------- | ------------------------------------------------------------------ | -------------- | ---------------- |
| Zlato   | Billy Fiske Clifford Grey Geoffrey Mason Richard Parke Nion Tocker | Boby           | Muži čtyřbob     |
| Zlato   | Jennison Heaton                                                    | Skeleton       | Muži jednotlivci |
| Stříbro | Thomas Doe David Granger Jennison Heaton Lyman Hine Jay O'Brien    | Boby           | Muži čtyřbob     |
| Stříbro | John Heaton                                                        | Skeleton       | Muži jednotlivci |
| Bronz   | Beatrix Loughran                                                   | Krasobruslení  | Ženy jednotlivci |
| Bronz   | John Farrell                                                       | Rychlobruslení | Muži 500 m       |